# Diocesi di Pege
La diocesi di Pege (in latino Dioecesis Pegaea) è una sede soppressa e sede titolare della Chiesa cattolica.

## Storia
Pege, identificata con Biga nell'odierna Turchia, è un'antica sede episcopale della provincia romana dell'Ellesponto nella diocesi civile di Asia. Essa faceva parte del patriarcato di Costantinopoli ed era suffraganea dell'arcidiocesi di Cizico.
Le Quien non menziona alcun vescovo di Pege. Tuttavia afferma che, dopo l'XI secolo, la sede fu unita con quella di Pario.
Pege è annoverata tra le sedi vescovili titolari della Chiesa cattolica; la sede è vacante dal 12 febbraio 1973.
Circa l'origine di questa sede titolare, Eubel menziona, fin dal XVI secolo, la sede di Spiga (Spigacensis), che identifica con quella di Pege.

## Cronotassi dei vescovi titolariSpigacensis
- Giovanni Francesco Salvino † (3 giugno 1510 - 4 agosto 1514 nominato vescovo di Vieste)
- Giorgio de Rodolfi † (26 febbraio 1518 - ?)
- Giovanni † (1527 - ?)
- Cherubino † (1529 - ?)
- Giovanni Falco † (1537 - ?)
- Ferdinando † (3 aprile 1598 - ?)
- Jan Kosakiewicz † (31 agosto 1643 - ?)
- Jerzy Sęporzyński † (8 aprile 1647 - ?)
- Stanisław Jacek Święcicki, C.R.S.A. † (20 marzo 1651 - 8 febbraio 1677 nominato vescovo di Chełm)
- Gaspare Gasparini, O.F.M.Conv. † (5 aprile 1677 - 22 agosto 1705 deceduto)
- Agostino Steffani † (13 settembre 1706 - 12 febbraio 1728 deceduto)
- Michael Collins † (24 aprile 1827 - 11 agosto 1830 succeduto vescovo di Cloyne e Ross)
  - Antonio Tabeau † (3 ottobre 1834 - 18 dicembre 1834 dimesso) (vescovo eletto)

## Cronotassi dei vescovi titolari
- Edward Joseph Byrne † (19 agosto 1920 - 28 agosto 1921 nominato arcivescovo di Dublino)
- Francis Gilfillan † (8 luglio 1922 - 17 marzo 1923 succeduto vescovo di Saint Joseph)
- Alphonse-Osias Gagnon † (23 maggio 1923 - 23 giugno 1927 nominato vescovo di Sherbrooke)
- Bernard James Sheil † (25 marzo 1928 - 5 giugno 1959 nominato arcivescovo titolare di Selge)
- Innocenzo Alfredo Russo, O.F.M. † (9 dicembre 1959 - 12 febbraio 1973 deceduto)